# Георги Димитров (футболист, р. 1992)
Вижте пояснителната страница за други личности с името Георги Димитров.
Георги Драганов Димитров е български футболист, полузащитник. Роден на 9 октомври, 1992 г. във Варна. Носи екипа на Добруджа (Добрич).

## Кариера
Димитров започва да тренира футбол в школата на Спартак (Варна). През 2007 г., когато е на 15 години е привлечен в Академия Литекс. Година по-късно преминава в школата на Левски (София), но след половин сезон там се завръща в родния Спартак. На 13 юни 2009 г. дебютира за първия тим на „соколите“ в А група, когато е едва на 16 години, 8 месеца и 4 дни. Това се случва при домакинска загуба с 0:4 от Литекс (Ловеч) в последния кръг на сезон 2008/09.
През следващата кампания Димитров играе само за юношеската формация на Спартак, но след като клубът е изпратен във В група през сезон 2010/11 се утвърждава като основен играч. Записва 16 мача в третия ешелон, в които бележи 9 попадения. На 5 юни 2011 г. Димитров вкарва първия хеттрик в своята кариера при домакинска победа с 8:0 над Преслав (Велики Преслав).

## Статистика по сезони
| Сезон    | Отбор        | Първенство | Мачове | Голове |
| -------- | ------------ | ---------- | ------ | ------ |
| 2008/09  | Спартак (Вн) | А група    | 1      | 0      |
| 2009/10  | Спартак (Вн) | Б група    | 0      | 0      |
| 2010/11  | Спартак (Вн) | В група    | 16     | 9      |
| 2011/12  | Спартак (Вн) | Б група    | 15     | 1      |
| 2012/13  | Спартак (Вн) | Б група    | 19     | 2      |
| 2013/ес. | Калиакра     | Б група    | 10     | 1      |
| 2014/пр. | Спартак (Вн) | Б група    | 5      | 0      |
| 2015/пр. | Добруджа     | Б група    | 0      | 0      |